# Karakallio
Karakallio est un quartier de la ville d'Espoo en Finlande.

## Description
Karakallio compte 5 495 habitants (31.12.2016).
Les bâtiments de Karakallio sont principalement des immeubles residentiels. 
La plupart des logements ont été construits entre les années 1960 et 1990.
Ses quartiers voisins sont Viherlaakso, Kilo, Leppävaara, Laaksolahti, Lintuvaara.